# Bandeira pansexual
A bandeira do orgulho pansexual foi projetada como um símbolo para a comunidade pansexual usar. A bandeira foi encontrada em vários sites da Internet desde meados de 2010. É semelhante à bandeira LGBT, que é usada como símbolo para lésbicas, gays, bissexuais, transgêneros e qualquer outra pessoa da comunidade LGBTQ+. A bandeira é usada para aumentar a visibilidade e o reconhecimento da pansexualidade e para distingui-la da bissexualidade. Também é usada para indicar que pansexuais têm atração sexual e relacionamento com pessoas de diferentes gêneros e sexualidades. A teoria da pansexualidade visa desafiar os preconceitos existentes, que podem causar julgamento, ostracismo e sérios distúrbios na sociedade.

## Design
A bandeira pansexual consiste em três barras horizontais coloridas, respectivamente, de magenta, amarelo e ciano, em alusão às cores primárias subtrativas. A parte ciana da bandeira representa atração sexual por aqueles que se identificam no espectro masculino (independentemente do sexo biológico), a magenta representa atração sexual por aqueles que se identificam dentro do espectro feminino (independentemente do sexo biológico) e a porção amarela, encontrada entre o ciano e porções rosa, representa atração sexual por pessoas não binárias, tais como aquelas que são andróginas, agênero, bigênero e de gênero fluido.
- Pantone Color #213 C (Hex: #FF218C) (RGB: 255, 33, 140)
- Pantone Color #012 C -- Yellow 012 C (Hex: #FFD800) (RGB: 255, 216, 0)
- Pantone Color #2995 C (Hex: ##21B1FF) (RGB: 33,177, 255)

A projeção (desenho ou modelo) foi criada em 2010, através do blog pansexualflag na plataforma do Tumblr, como uma ideia. Embora o blog não representasse ninguém ou estivesse ligado a alguém em particular, Jasper Varney, em 2013, confessou ter criado a bandeira. Em 2020, outros desenhos alternativos surgiram pelo Twitter.